# Megumi Torigoe
Megumi Torigoe (鳥越 恵, Torigoe Megumi) is een Japans voormalig voetbalster.

## Carrière
Torigoe speelde voor Speranza FC Takatsuki.
Torigoe maakte op 8 november 1999 haar debuut in het Japans vrouwenvoetbalelftal tijdens een wedstrijd om het Aziatisch kampioenschap 1999 tegen Thailand. Daar stond zij in vijf wedstrijden van Japan opgesteld. Ze heeft acht interlands voor het Japanse vrouwenelftal gespeeld.

## Statistieken
| Japans vrouwenvoetbalelftal | Japans vrouwenvoetbalelftal | Japans vrouwenvoetbalelftal |
| Jaar                        | Wed.                        | Dlp.                        |
| --------------------------- | --------------------------- | --------------------------- |
| 1999                        | 5                           | 0                           |
| 2000                        | 2                           | 0                           |
| 2001                        | 1                           | 0                           |
| Totaal                      | 8                           | 0                           |